# Список знаменосцев Сент-Люсии на Олимпийских играх
Это список знаменосцев, которые представляли Сент-Люсию на Олимпийских играх.
Знаменосцы несут национальный флаг своей страны на церемонии открытия Олимпийских игр.
| # | Год, Место           | Сезон | Имя Фамилия      | Вид спорта      |
| - | -------------------- | ----- | ---------------- | --------------- |
| 1 | 1996, Атланта        | Лето  | Мишель Баптист   | Лёгкая атлетика |
| 2 | 2000, Сидней         | Лето  | Доминик Джонсон  | Лёгкая атлетика |
| 3 | 2004, Афины          | Лето  | Зеферинус Джозеф | Лёгкая атлетика |
| 4 | 2008, Пекин          | Лето  | Леверн Спенсер   | Лёгкая атлетика |
| 5 | 2012, Лондон         | Лето  | Леверн Спенсер   | Лёгкая атлетика |
| 6 | 2016, Рио-де-Жанейро | Лето  | Леверн Спенсер   | Лёгкая атлетика |
| 7 | 2020, Токио          | Лето  | Леверн Спенсер   | Лёгкая атлетика |
| 7 | 2020, Токио          | Лето  | Жан-Люк Зефир    | Плавание        |